# 哈山马力
（1976年1月10日—），马来西亚政治人物，为巫统党员。自2004年马来西亚大选以来代表国阵巫统当选为森美兰瓜拉庇劳的国会议员。2018年马来西亚第十四届大选，他以200张之差败选，输给来自土团党的恩丁沙兹里，无法继续连任该议席。他曾经担任馬來西亞國家石油總裁兼總執行長、國內貿易、合作與消費部部长和乡村与区域发展部第一副部长。
2020年11月，因在日本與馬來西亞的友好關系作出貢獻，而獲得日本政府頒發旭日重光章。